# Saarlouis
Saarlouis [zaːrˈlʊɪ] (franska: Sarrelouis, mellan 1793 och 1810 även Sarre-Libre och mellan 1936 och 1945 Saarlautern) är en stad i den tyska delstaten Saarland. Staden har cirka 35 000 invånare, vilket gör den till Saarlands sjätte största stad, med en yta på 43 km². Saarlouis ligger vid floden Saar omkring 10 kilometer från gränsen till Frankrike och är huvudort för det administrativa distriktet Landkreis Saarlouis.
Den tidigare kommunen Neuforweiler uppgick i Saarlouis 1 januari 1974.

## Historia
Se även Saarlouis fästning.

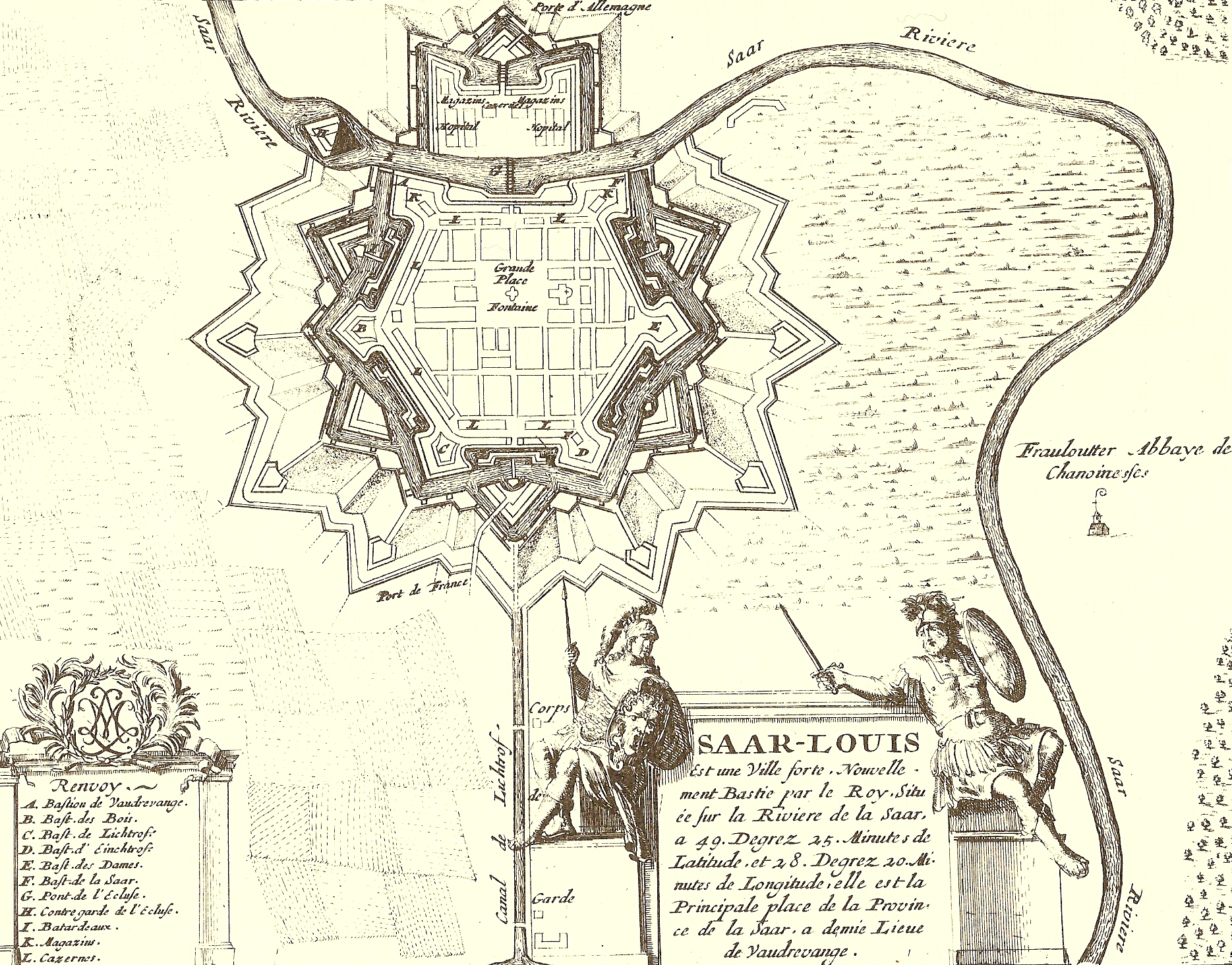
Historisk karta över fästningsstaden Saarlouis.

Byarna i området lydde från medeltiden fram till stadens grundläggande under premonstratensklostret i det närbelägna Wadgassen.
Efter freden i Nijmegen 1679 tillföll Lorraine (tyska: Lothringen) inklusive Wadgassenklostrets territorium Frankrike, och 1680 lät Ludvig XIV av Frankrike grunda en fästningsstad på platsen, till skydd för Frankrikes nya östgräns vid Saar. Staden namngavs efter "solkungen" Ludvig XIV och dess stadsvapen, tre bourbonska liljor och en uppgående sol, gavs av kungen till staden i samband med ett besök 1683. Staden och fästningen anlades av Thomas de Choisy enligt en sexkantig plan av Ludvig XIV:s fästningsarkitekt Vauban, och den sexkantiga planen utgör fortfarande hjärtat i stadens gatunät. Choisy blev sedermera fästningens förste kommendant. Fästningsbygget ledde till ett ekonomiskt uppsving för regionens industri, och flera av de omkringliggande orterna levererade byggmaterial till fästningen. Fästningsbygget fick även avgörande betydelse för tillkomsten av grannstaden Dillingen/Saar järnindustri.
När Lorraine 1697 åter blev självständigt från den franska kronan förblev Saarlouis en fransk exklav vid Saar.
Med anledning av monarkins avskaffande under Franska revolutionen kom staden att mellan 1793 och 1810 att gå under namnet Sarre-Libre. Efter freden i Paris 1815 tillföll området Preussen. Fästningsanläggningarna jämnades till stora delar med marken under slutet av 1800-talet, men fortfarande påminner de kvarvarande kasematterna, kasernerna och vallgravar som omvandlats till parkdammar om stadens militära historia.
Efter första världskriget administrerades staden som del av Saarmandatområdet av Nationernas förbund fram till 1935, då den efter en folkomröstning införlivades med tyska riket. Namnet förtyskades under nazistepoken till Saarlautern. På order av Hitler utropades staden till fästningsstad i slutet av andra världskriget, och staden var hårt omstridd med bombningar av brittiska RAF och flera ägarväxlingar mellan tyska och amerikanska armén under krigets slutskede. Krigsskadorna blev därför omfattande och stora delar av den nuvarande stadsbebyggelsen har tillkommit under efterkrigstiden. 1945 beslutade även den civila administrationen under den franska ockupationen att officiellt återgå till det tidigare namnet Saarlouis.
I likhet med övriga Saarland ingick staden i det franska Saarprotektoratet efter andra världskriget men kom slutligen 1957 att bli del av den västtyska förbundsrepubliken.

## Näringsliv
Ford har en personbilsfabrik i staden och bilindustrin är en viktig näringsgren.

## Kommunikationer
Saarlouis centralstation ligger på banan mellan Saarbrücken och Trier och trafikeras av Deutsche Bahns regionaltåg i riktning österut mot Saarbrücken och vidare mot bland annat Homburg, Kaiserslautern, Mannheim och Heidelberg. I riktningen norrut finns förbindelser mot Trier och Koblenz. Det finns även lokala förbindelser mot Dillingen/Saar och Merzig.
Staden är ansluten till det federala vägnätet genom motorvägarna A8 och A620, samt de federala landsvägarna Bundesstrasse 51, 269 och 405.
I Dillingen finns en industrihamn för flodtrafiken på Saar.

## Kända stadsbor
- Eduard von Knorr (1840–1920), amiral i tyska flottan
- Oskar Lafontaine (född 1943), vänsterpolitiker, tidigare ministerpresident i Saarland, partiordförande för SPD och senare även för Die Linke
- Heiko Maas (född 1966), socialdemokratisk politiker och minister
- Michel Ney, Napoleon Bonapartes marskalk, född i staden 10 januari 1769.